# ペイトー
ペイトー（古希: Πειθώ, Peithō）は、ギリシア神話に登場する「説得」の女神。また、結婚の女神ともされる。長母音を省略してペイトとも表記される。ローマ神話におけるスアーダ(Suada)に相当する。
ヘーシオドスは『神統記』の中で、ペイトーをオーケアノスとテーテュースの3000人の娘・オーケアニデスの最年長のニュムペーとしている。後代の伝承ではヘルメースとアプロディーテーの娘とされる。一説にアプロディーテーの侍女とされたり、アプロディーテーの別称とされたりもする。アイスキュロスは悲劇『アガメムノーン』で破滅をもたらす女神アーテーの娘とし、『救いを求める女たち』でアプロディーテーの娘としている。またパウサニアースによれば、コロポーン出身の詩人ヘルメーシアナクスはペイトーを美と優雅の女神カリスの1柱としている。
ノンノスの『ディオニューソス譚』ではディオニューソスとアプロディーテーの3人の娘の1人であり、パーシテアー、ペイトー、アグライアーという3柱でカリスが構成されている。また、ヘルメースの妻とされた。
他の説ではゼウスの子・アルゴスの妻とされる。プロメーテウスの娘という説もある。
また、アルカディアの伝説ではポローネウスの妻が同名の女性で、夫との間にアイギアレウスとアーピスをもうけたといわれる。